# Langhus
Langhus er en hustype, der var almindelig på Nord-Europas gårde indtil vikingtiden slutning. Husene havde en rektangulært grundplan, ofte med afrundede hjørner, og med en længde mere end det dobbelte af bredden. Jordfaste stolper udgjorde den bærende konstruktion, og væggene bestod af lerklinet fletværk eller træ. Taget var tækket med siv, halm eller (senere) tørv og bark.
Begrebet langhus bruges desuden på dansk om en kirkes hovedbygning, hvis den er langstrakt.

## Stenalder
Det første neolitiske langhus blev bygget for ca. 7.000 år siden af de første landbrugere i Europa. Først dukkede de op i Centraleuropa i sammenhæng med den båndkeramiske kultur. De arkæologiske fund har påvist en ensartethed i designet, som gradvis har bredt sig til øvrige dele af Europa.
Bredden på husene var omkring 7 meter. Længden lå normalt mellem 12 og 40 meter; men i Frederikssund Kommune blev der i 2015 udgravet et usædvanlig velbevaret, 46 meter langt langhus fra bondestenalderen. Den høje gavl eller valmtaget blev støttet af fem rækker store træpæle. Som fundament for de pileflettede ydervægge tjente en nedgravet træbjælke. For de fleste fundsteder har man noteret, at hustypen ingen vinduer havde, og at der var indgang kun i den ene ende.

## Bronzealder
Man har diskuteret, om fremvæksten af det treskibede langhus med en egen del afsat til kostald i yngre bronzealder, havde sammenhæng med kvægets øgende sociale betydning i bronzealdersamfundet, eller om man ønskede en direkte adkomst til gødningen.

## Langhuse, der kan besøges
- Jernaldergården på Ullandhaug utenfor Stavanger.
- Fossanmoen i Forsand kommune.
- Borg i Lofoten.
- Vikingegården på Avaldsnes i Karmøy kommune.
- Middelaldergården Stiklastadir på Stiklestad nationale kulturcenter i Verdal kommune.